# Oulianovsk
Pour les articles homonymes, voir Oulianovsk (homonymie).
Oulianovsk (en russe : Ульяновск) est une ville de Russie et la capitale administrative de l'oblast d'Oulianovsk. Elle s'appela Simbirsk (Симбирск) jusqu'en 1924, mais fut rebaptisée en l'honneur de Lénine à sa mort, ce dernier y étant né. Sa population s'élevait à 626 540 habitants en 2018.

## Géographie

### Situation
Oulianovsk est arrosée par la Volga et se trouve à 165 km au nord-ouest de Samara, à 172 km au sud-sud-ouest de Kazan, et à 705 km à l'est-sud-est de Moscou. Elle est située à l’est du continent européen, à un endroit de rapprochement maximum des rivières Volga et Sviaga : même si ce n’est qu’en traversant le réservoir de Kouïbychev à l’ouest de Kazan, 170 km plus au nord, que la Sviaga se jette dans la Volga, à Oulianovsk, seule une colline de 135 m de haut sépare les deux cours d’eau éloignés d'à peine 1 500 mètres. Cette colline, en pente plus forte du côté de la Volga que de celui de la Sviaga, offre une très belle vue sur la Volga et sur le pont routier long de 3 km qui enjambe le fleuve.
La ville se trouve dans une plaine légèrement accidentée couverte de forêts et de steppes à des altitudes comprises entre 80 et 160 mètres. Le régime des vents et la température sont typiques de cette région de la Russie. Avec un climat modérément continental, Oulianovsk connaît des saisons bien différenciées.

### Climat
Le climat est continental modéré et mais la température annuelle moyenne a augmenté récemment.
- Température moyenne : +4.9 °C
- Vitesse moyenne du vent : 3,7 m/s
- Humidité moyenne de l'air : 74 %
- Record de chaleur : +39,3 °C (août 2010)

| Mois                              | jan.  | fév.  | mars | avril | mai  | juin | jui. | août | sep. | oct. | nov. | déc.  | année |
| --------------------------------- | ----- | ----- | ---- | ----- | ---- | ---- | ---- | ---- | ---- | ---- | ---- | ----- | ----- |
| Température minimale moyenne (°C) | −15,4 | −15,5 | −9,2 | 0,9   | 7,3  | 12,2 | 13,9 | 11,7 | 7,2  | 0,2  | −5,9 | −11,7 | 0,5   |
| Température moyenne (°C)          | −11,8 | −11,5 | −4,9 | 6,2   | 14   | 18,5 | 19,8 | 17,6 | 12,1 | 3,7  | −3,3 | −9    | 4,9   |
| Température maximale moyenne (°C) | −7,7  | −7,1  | −0,4 | 11,4  | 20,8 | 24,2 | 25,4 | 23,4 | 17,3 | 7,5  | −0,4 | −5,1  | 9,5   |
| Précipitations (mm)               | 29    | 21    | 19   | 29    | 36   | 66   | 87   | 47   | 53   | 41   | 29   | 27    | 484   |

## Histoire

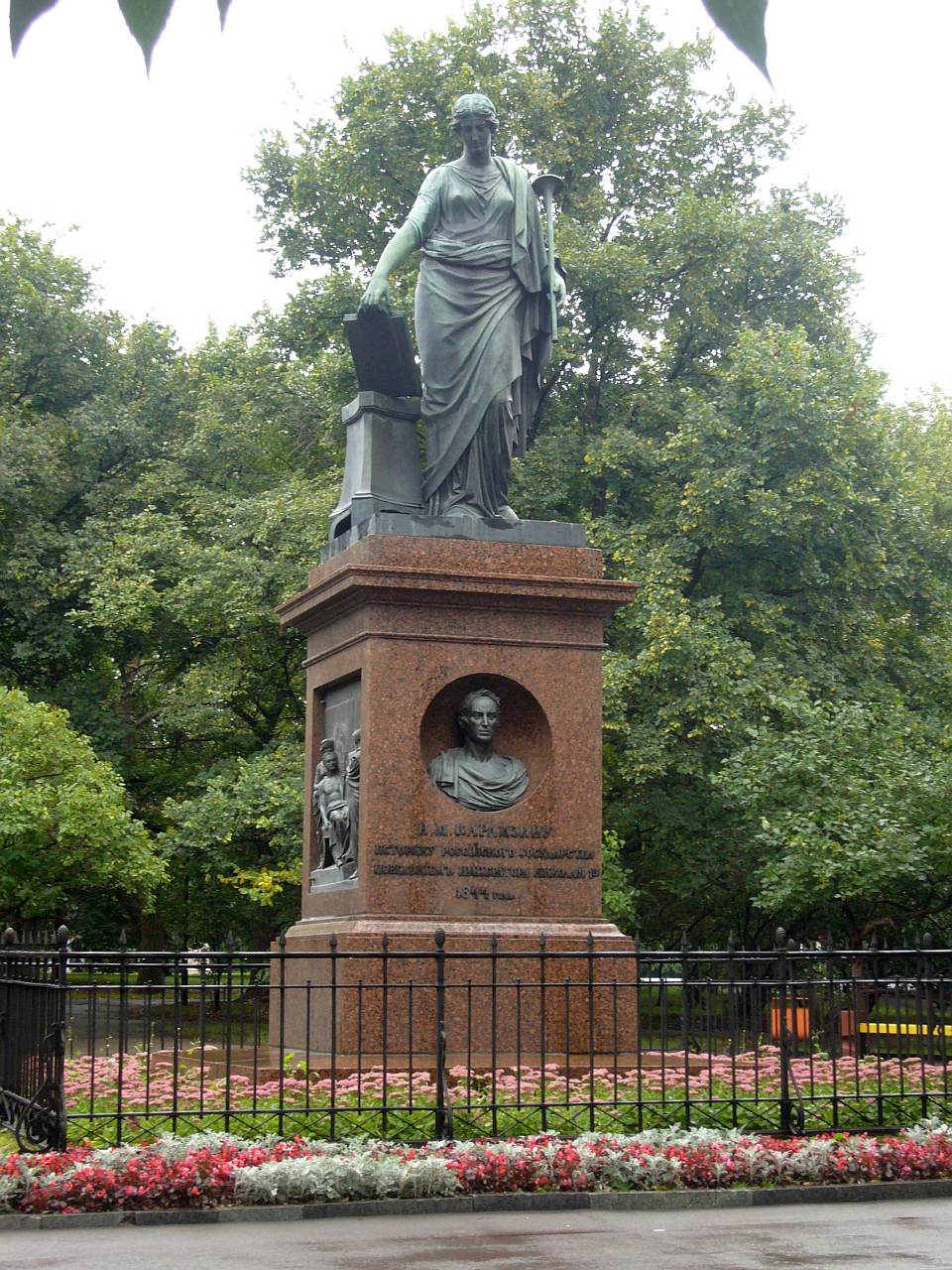
Monument en l'honneur de Karamzine.

La ville fut fondée en 1648, sous le nom de Simbirsk, pour protéger l'État russe contre les incursions des nomades. C'est à Simbirsk que commença la révolte menée par le chef cosaque Stenka Razine. À la fin du XVIIIe siècle, la ville devint un lieu d'échanges important de la région de la Volga. En 1796, elle devint capitale du gouvernement de Simbirsk. En 1864, un incendie détruisit plus de la moitié de la ville. Le gouverneur, le comte Orlov-Davydov, fut chargé de la reconstruction de la ville.
En 1924, après la mort de Vladimir Ilitch Oulianov, dit Lénine, qui y était né, Simbirsk fut rebaptisée « Oulianovsk ». En quelques années, le régime soviétique détruisit des dizaines d'églises et les cathédrales de la ville.
Pendant la Seconde Guerre mondiale, de grandes usines furent déplacées vers l'est, notamment vers Oulianovsk. La ville est une des villes principales de l'établissement des Allemands de la Volga. En 1970, un nouvel ensemble architectural est construit pour le centième anniversaire de Lénine . La même année, la ville est décorée de l'ordre de Lénine.
Aujourd'hui, la 31e Brigade aéroportée des troupes aéroportées des forces armées russes est basée à Oulianovsk. Un dépôt de munitions à la périphérie de la ville a été l'objet d'un très grave incendie le 13 novembre 2009. La fête de la ville est le 12 juin.

## Population et société

### Démographie
Recensements (*) ou estimations de la population
| 1856   | 1897*  | 1939*  | 1959*   | 1970*   | 1979*   | 1989*   | 2002*   |
| ------ | ------ | ------ | ------- | ------- | ------- | ------- | ------- |
| 26 500 | 41 684 | 98 071 | 205 942 | 351 085 | 463 964 | 625 155 | 635 947 |

| 2010*   | 2012    | 2013    | 2014    | 2015    | 2016    | 2017    | 2018    |
| ------- | ------- | ------- | ------- | ------- | ------- | ------- | ------- |
| 613 786 | 614 444 | 615 306 | 616 672 | 619 492 | 621 514 | 624 518 | 626 540 |

### Sports
- FK Volga Oulianovsk;
- Le club de hockey Volga.

## Économie

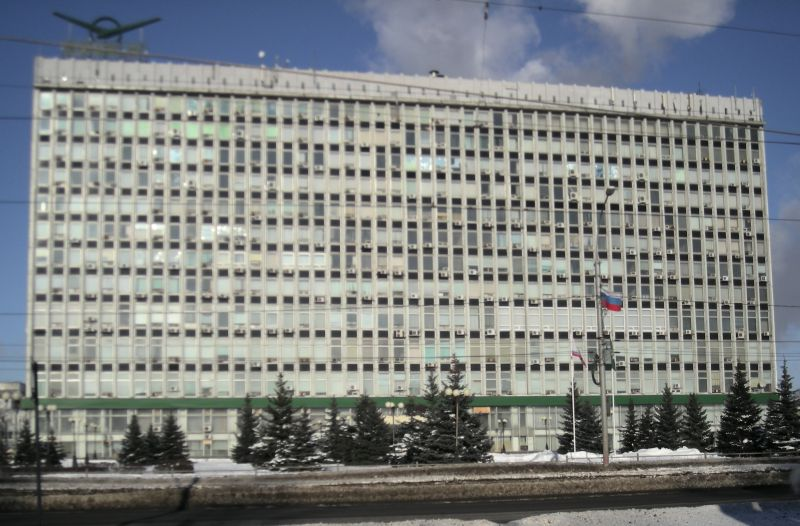
UAZ

Oulianovsk est un port fluvial et un nœud ferroviaire. Plusieurs entreprises importantes sont installées à Oulianovsk :
- l'usine automobile d'Oulianovsk (UAZ) [3], spécialisée dans la construction de véhicules tout terrain, qui employait 16 500 salariés en 2009 [4] ;
- le complexe Aviastar-SP (en), une des plus grandes de l'industrie aéronautique russe, fondé en 1976. On y construit l'Antonov An-124[5] ;
- la compagnie aérienne Volga-Dnepr Airlines, utilisant des avions gros porteurs dont l'Antonov An-124.

Le blé Oulianovska (triticum aestivum) est un blé roux barbu originaire de la région d'Oulianovsk.

Des minoteries et des brasseries complètent l'activité économique.
À Oulianovsk il y a un aéroport international.

## Culture locale et patrimoine

### Patrimoine artistique
Après la révolution de 1917, trente-trois basiliques et églises orthodoxes furent détruites par les bolchéviks[réf. nécessaire].
Il existe un important musée des arts qui regroupe d'immenses collections soustraites aux familles de la noblesse et de la bourgeoisie de la région, ainsi qu'aux menchéviks. Ces collections sont constituées de porcelaines chinoises, de mobilier et de tableaux. Il a été fondé et construit par une souscription des habitants.
La ville compte un monument en hommage à l'historien Nikolaï Karamzine et un buste de Pouchkine.

### Personnalités liées à la ville

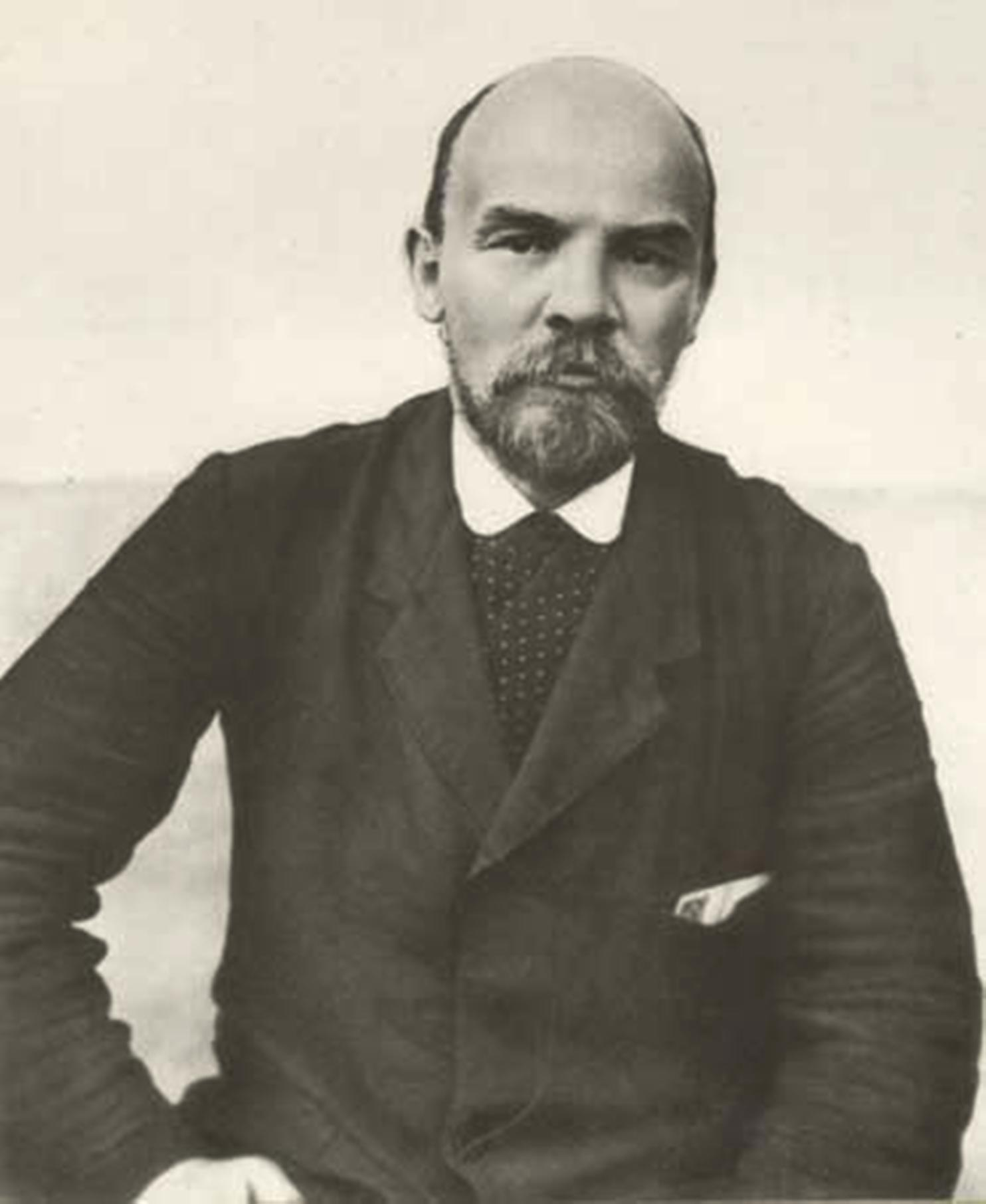
Lénine

- Ludmila Belousova (1935-2017), patineuse artistique.
- Ivan Gontcharov (1812-1891), écrivain.
- Nikolaï Karamzine (1766-1826), historien.
- Alexandre Kerensky (1881-1970), homme politique.
- Alexeï Krylov (1863-1945), expert naval.
- Ilia Oulianov (1831-1886), haut fonctionnaire russe de l'éducation et père de Lénine.
- Vladimir Ilitch Oulianov dit Lénine (1870-1924), révolutionnaire et homme d'État russe.
- Oleg Protopopov (1932-2023) : patineur artistique.
- Ivan Mikhaïlovitch Schigrovki (1832-?) : Conseiller d'état.

## Jumelages
- Krefeld (Allemagne) depuis le 19 mai 1993
- Macon (États-Unis) depuis le 22 mai 2006
- Oklahoma City (États-Unis) depuis le 22 octobre 2008
- Shenzhen (Chine) depuis le 30 mai 2005
- Saransk (Russie) depuis le 12 juin 2009
- Joukovski (Russie) depuis le 12 juin 2010
- Gyumri (Arménie) depuis le 18 janvier 2012

## Galerie photo

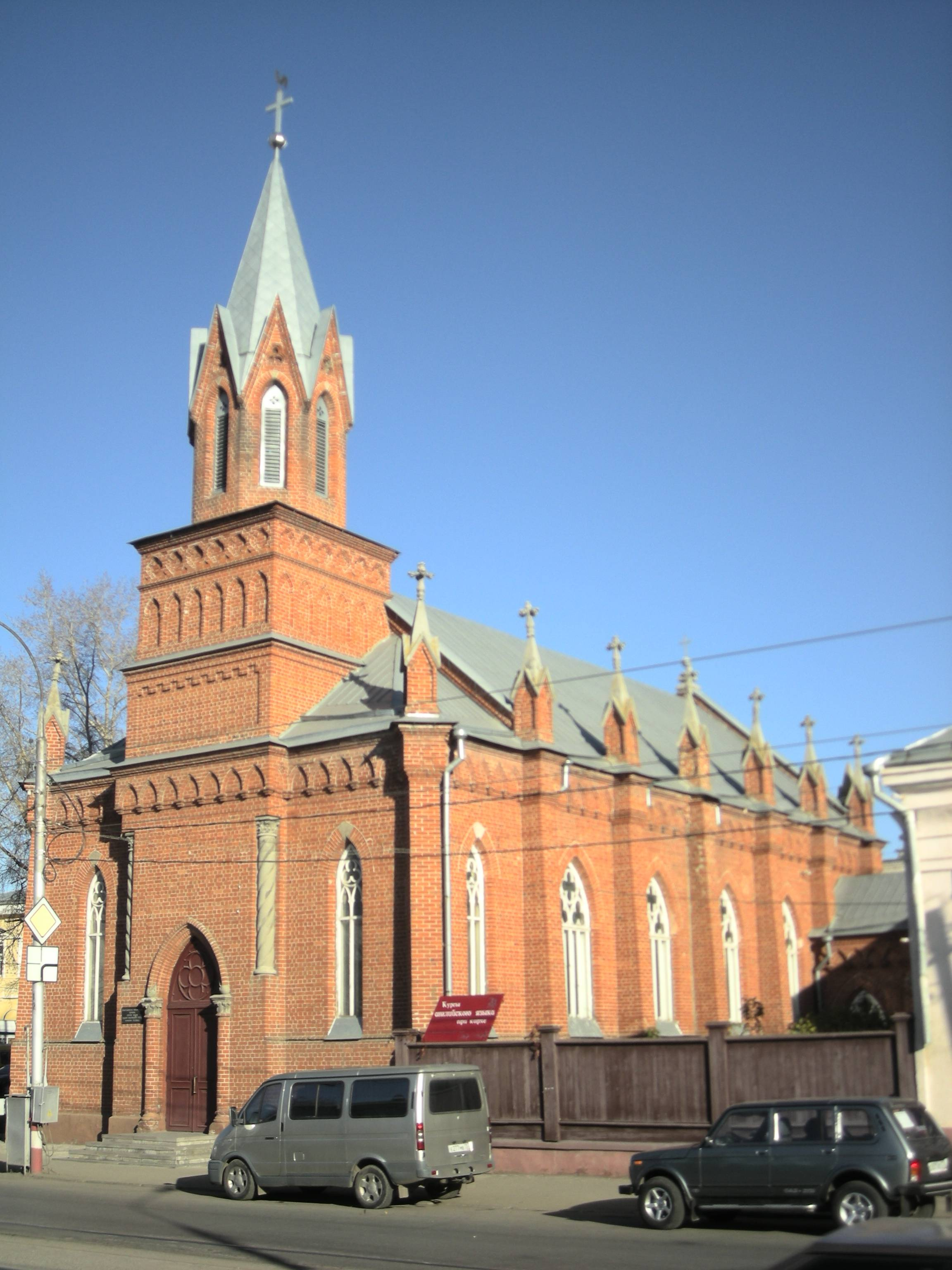
L'église allemande
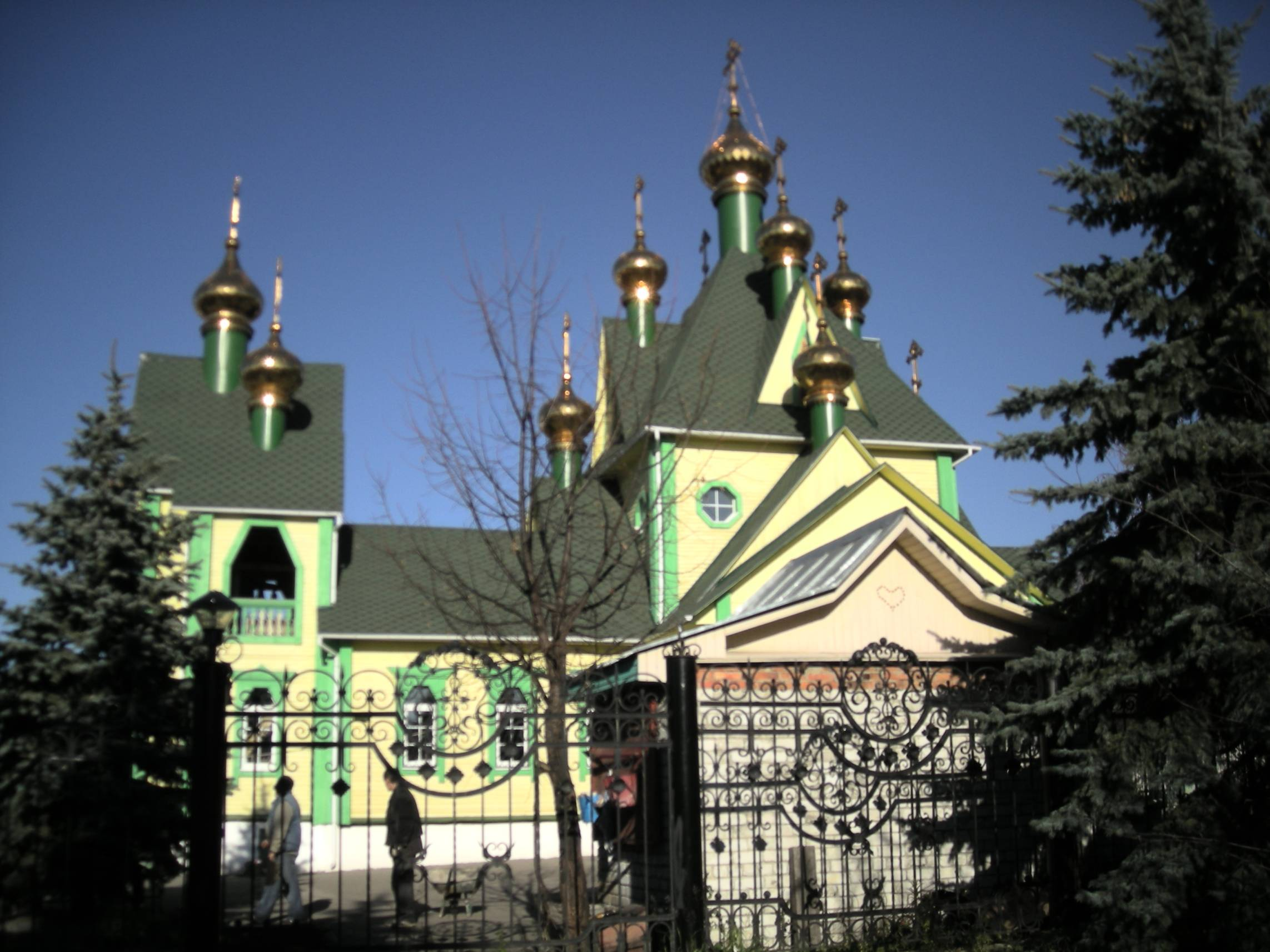
L'église russe
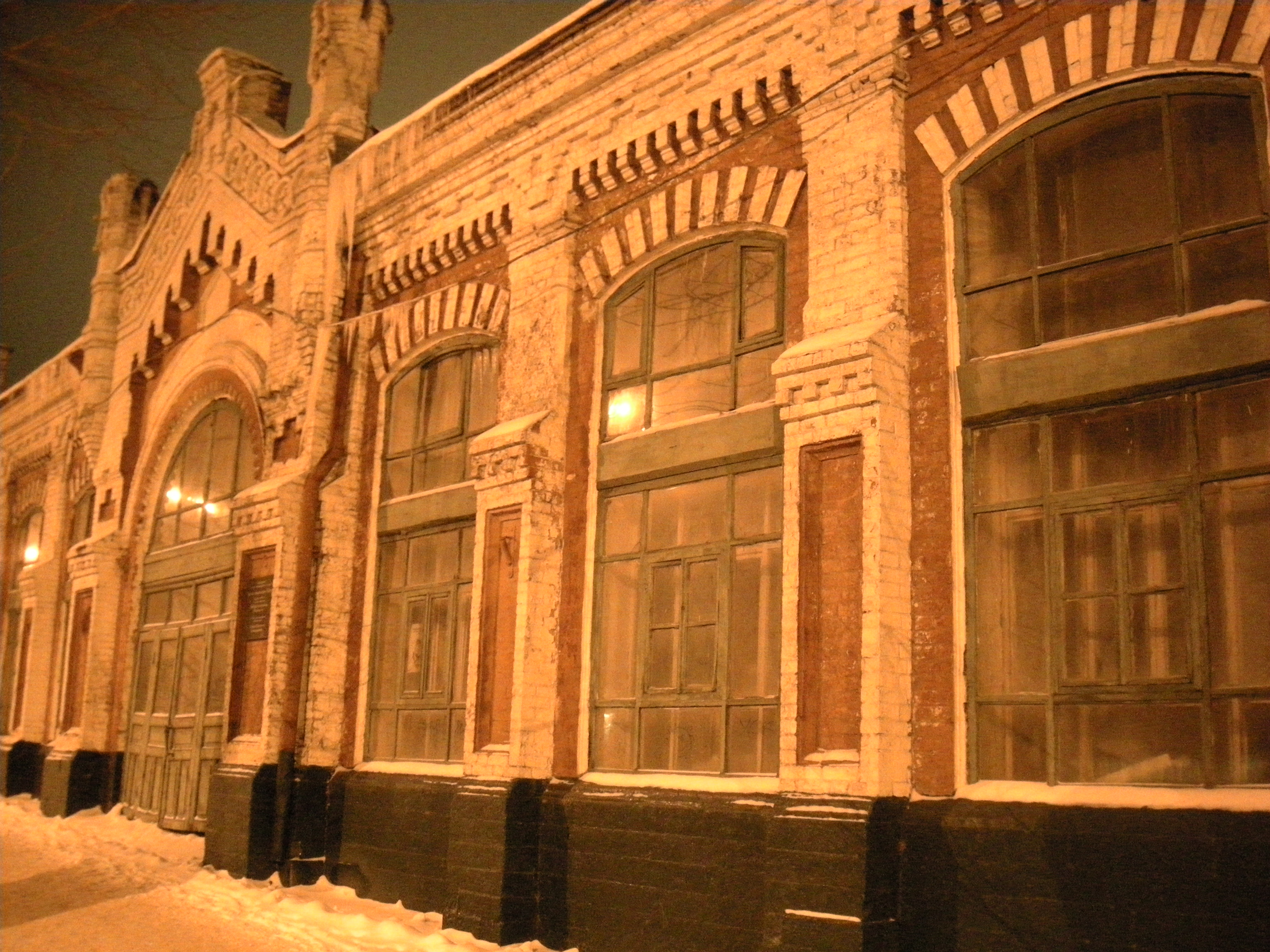
L'imprimerie
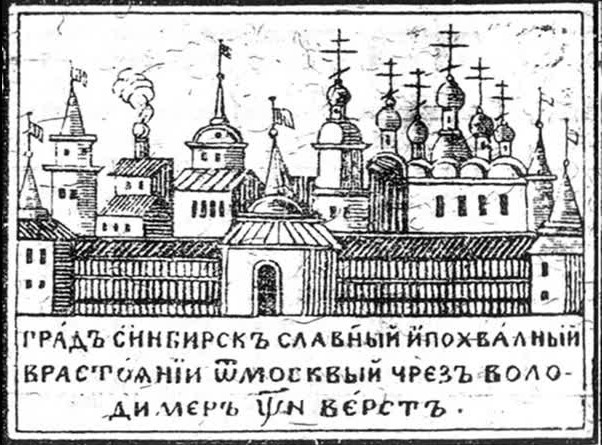
Simbirsk en 1712